# بغداد مول

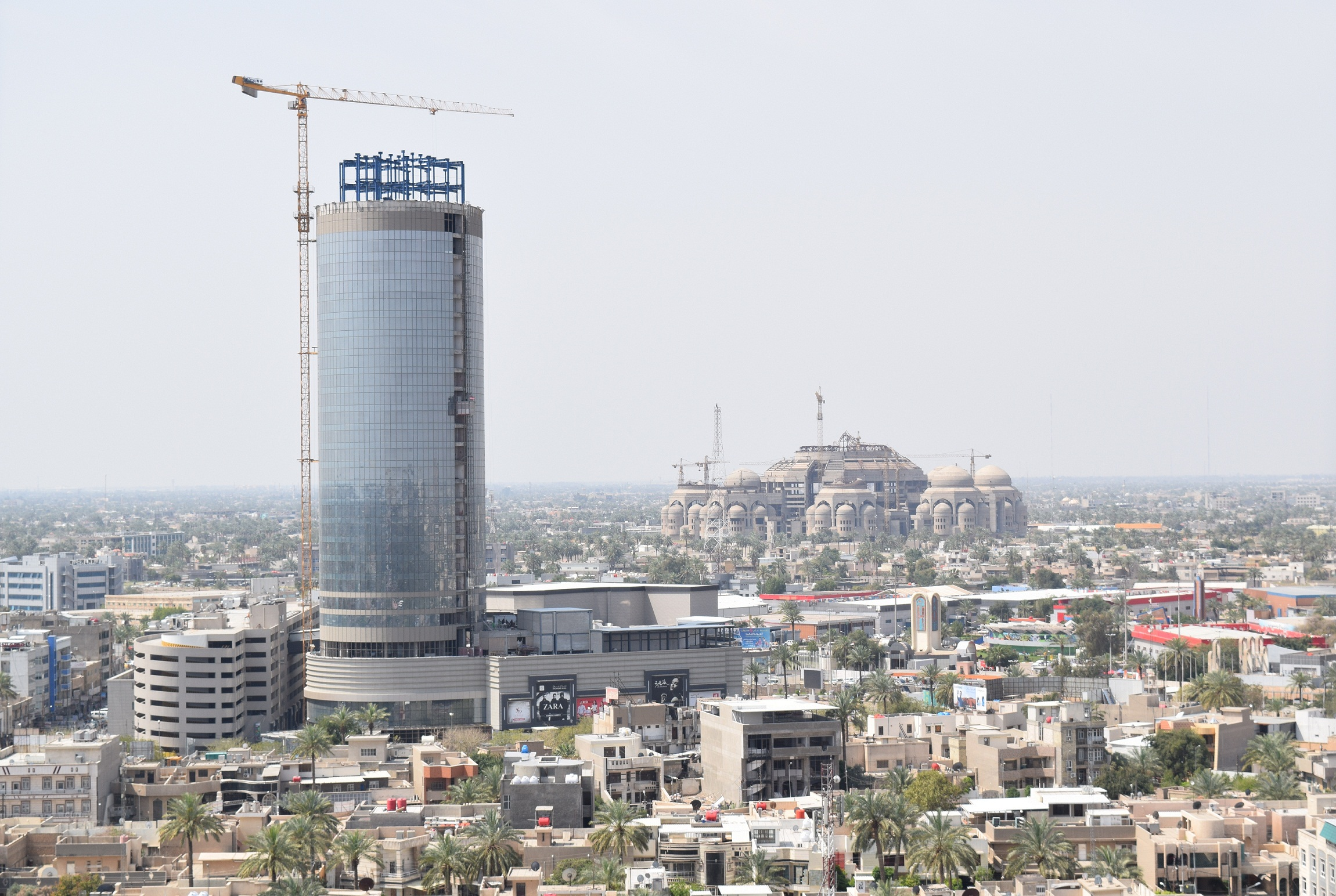
فندق ريحان روتانا

بغداد مول (يُعرف أيضاً بـ: مول الحارثية) مُجمع تسوق تجاري يقع في العاصمة العراقية بغداد في منطقة الحارثية عند تقاطع شارع دمشق مع شارع الكندي. ويُعد من أكبر مجمعات التسوق في مدينة بغداد. ولقد بني على أرض مساحتها 80,000 م2، بمساحة بناء 60,000 م2، ويحتوي على؛ مجمع تسوق (4 طوابق 36000م2)، فندق ريحان روتانا (32 طابق)، مستشفى تديره دبلن هيلث للخدمات الطبية، موقف سيارات (10 طوابق، يسع 1000 سيارة).
كلف بناؤه وانشاؤه ما يقارب 127,000,000 مليون دولار أمريكي ونفذتهُ شركة تيفيروم التركية للإنشاءات، وأفتتح في 28 آب/أغسطس 2017 وأقيمت حفلة افتتاحه بحضور الفنانة ديانا كرزون ودالي والفنان حسام الرسام وحسين الديك وكانت عريفة الحفل شهد الشمري.

## أقسام المجمع

### مركز التسوق
يشغل مركز التسوق في بغداد مول أربعة طوابق على مساحة 36000 , م2 ويحتوي على أكثر من 100 محل وهايبر ماركت من ضمنها محال ألبسة، وصالة سينما بعدد 8 صالات، مجوهرات الكترونيات ومطاعم:
- ريد تاغ
- لوفيان
- محل يحمل ماركة إل سي وايكيكي للألبسة.

### فندق ريحان روتانا
ويسمى في الأواسط العراقية (برج الحارثية)
يشغل الفندق الذي تديره شركة فنادق روتانا 32 اثنان وثلاثين طابقاً إذ يحتوي على 241 غرفة بارتفاع 104 م عن سطح البحر وأجنحة خاصة وقاعات للمؤتمرات وقاعة رياضية.

### المستشفى
يشغل مبنى المستشفى مساحة 11،000م2 ويضم 30 غرفة عيادة وعدة مختبرات، وتديره شركة (دبلن هيلث) للخدمات الطبية.

### موقف السيارات
وهو أكبر مبنى مواقف سيارات في العراق حيث يتسع لما يقارب 1000 سيارة موزعة على 10 طوابق حيث تتوفر خدمة صف السيارات ونظام التذاكر وتحديد مواقع السيارات.
حيث تم تصميم مبنى مواقف السيارات لخدمة مرافق المشروع المتعددة وهي بغداد مول، بغداد روتانا، المستشفى وكذلك العيادات التخصصية وإمكانية الوصول إليها من كافة الطوابق.
يستخدم في مبنى مواقف السيارات أحدث التقنيات الحديثة حيث نظام توجيه صف السيارات والذي يتضمن الإضاءة التكيفية وأجهزة الإستشعار و مؤشرات LED لوقوف السيارات، نظام تحديد المواقع في الأماكن المغلقة بما في ذلك رمز الاستجابة السريعة وخدمات الدفع بواسطة الهواتف المتنقلة.

## الحفلات التي أقيمت به

### حفل أفتتاح مول بغداد
هو حفل واسع أقيم بمناسبة افتتاح «مول بغداد» في 28 أغسطس 2017، بحضور الفنان حسام الرسام وحسين الديك والفنانة ديانا كرزون ودالي وعريفة الحفل شهد الشمري وبرعاية وتنظيم «مجموعة تنسيق». وكان رئيس مجلس الوزراء حيدر العبادي، قد قص شريط الافتتاح قبل يومين من موعده.

### حفل توزيع جوائز المسابقة
هو حفل أقيم في مول بغداد في يوم الجمعة 22 سبتمبر 2017 من الساعة الرابعة إلى الساعة التاسعة مساءاً برعاية شركة «جنة الغادة» وبحضور الفنانين جلال الزين وعلي سالم وبسمان الخطيب وعريفة الحفلة الإعلامية أنغام طالب وتم في الحفلة السحب العلني للفائزين في جوائز المسابقة ومنها الجائزة الكبرى وهي لاندكروزر 2017 وجائزة ثانية هي سفرة إلى تركيا لشخصين والجائزة الثالثة هي تلفزيون سامسونج والجائزة الرابعة هي 12 هاتف ذكي من ضمنهم آيفون إكس وأكثر من 250 جائزة وزعت عشوائياً على الحضور.

### حفل الكريسماس
هو حفل حدث في مول بغداد بمناسبة عيد الميلاد في يوم الإثنين 25 سبتمبر 2017 من الساعة السابعة إلى العاشرة مساءاً، وبحضور الفنان غزوان فهد ورياض الوادي وكرار صلاح ورحيم مطشر وطاقم برنامج ولاية بطيخ.

### حفل رأس السنة 2018
هي من أكبر الحفلات حدثت في مول بغداد بمناسبة رأس السنة الميلادية ليلة الأحد 31 سبتمبر 2017 وبحضور الفنان محمد السالم والفنانة سلمى رشيد والفنان ياسر عبد الوهاب، وعريفة الحفل الموديل وليان البياتي والإعلامي أحمد الخفاجي، وحضر الحفلة أكثر من مليون شخص وتم عرض البث المباشر للحفلة على قناة الشرقية.

## الأحداث التي أقيمت به

### حدث لقاء معجبين نورس ستار

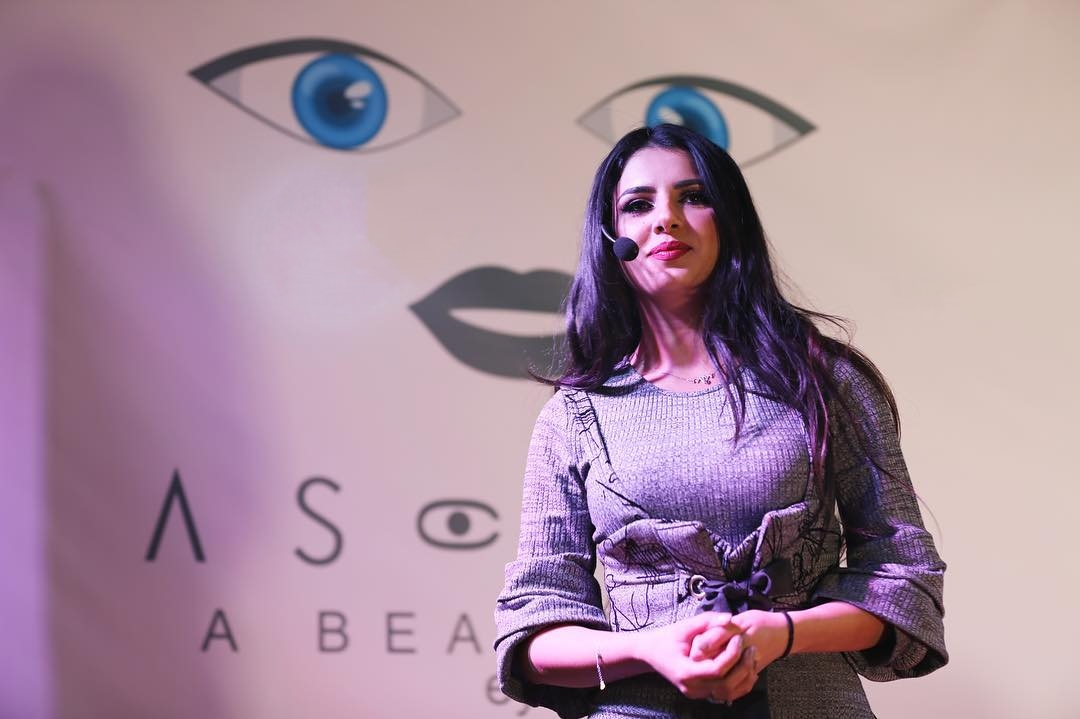
نورس ستار في حدث لقاء معجبيها

هو حدث لقاء معجبين اليوتيوبر وخبيرة التجميل العراقية نورس ستار التي أتت إلى بغداد بعد أن كانت مقيمة في الولايات المتحدة ونظمت موعد للقاء معجبيها بالساحة الأمامية لمول بغداد في يوم الجمعة 29 سبتمبر 2017 من الساعة السادسة إلى الثامنة مساءاً، تم اختيار 125 فائزة لاستلام جوائز مقدمة من عدة محلات تجميلية، الحدث كان برعاية عدسات اسكادا ومنتجات ميلاني ومحلات فانيلا وكانت سوزان سليماني عريفة الحفل، افتتح التجمع بمعزوفة من قبل عازف العود الأستاذ مصطفى صالح في كلية الفنون الجميلة.
بحسب تصريح رسمي من مول بغداد فقد حقق هذا الحدث أعلى عدد حضور في مول بغداد الذي تجاوز أكثر من 51,000 ألف شخص.

## وصلات خارجية
- baghdadmall.iq